# Eugenia piresiana
Eugenia piresiana är en myrtenväxtart som beskrevs av Jacques Cambessèdes. Eugenia piresiana ingår i släktet Eugenia och familjen myrtenväxter. Inga underarter finns listade i Catalogue of Life.